# Comuna Urzica, Olt
Urzica este o comună în județul Olt, Oltenia, România, formată din satele Stăvaru și Urzica (reședința).

## Demografie
Componența etnică a comunei Urzica
     Români (96,19%)
     Alte etnii (0,25%)
     Necunoscută (3,56%)
Componența confesională a comunei Urzica
     Ortodocși (96,04%)
     Alte religii (0,15%)
     Necunoscută (3,81%)
Conform recensământului efectuat în 2021, populația comunei Urzica se ridică la 2.022 de locuitori, în scădere față de recensământul anterior din 2011, când fuseseră înregistrați 2.283 de locuitori. Majoritatea locuitorilor sunt români (96,19%), iar pentru 3,56% nu se cunoaște apartenența etnică. Din punct de vedere confesional, majoritatea locuitorilor sunt ortodocși (96,04%), iar pentru 3,81% nu se cunoaște apartenența confesională.

## Politică și administrație
Comuna Urzica este administrată de un primar și un consiliu local compus din 11 consilieri. Primarul, Ion Spiridon[*], de la Partidul Național Liberal, este în funcție din 2004. Începând cu alegerile locale din 2024, consiliul local are următoarea componență pe partide politice:
|  | Partid                          | Consilieri | Componența Consiliului | Componența Consiliului | Componența Consiliului | Componența Consiliului | Componența Consiliului | Componența Consiliului | Componența Consiliului |
|  | ------------------------------- | ---------- | ---------------------- | ---------------------- | ---------------------- | ---------------------- | ---------------------- | ---------------------- | ---------------------- |
|  | Partidul Național Liberal       | 7          |                        |                        |                        |                        |                        |                        |                        |
|  | Partidul Social Democrat        | 2          |                        |                        |                        |                        |                        |                        |                        |
|  | Alianța pentru Unirea Românilor | 2          |                        |                        |                        |                        |                        |                        |                        |